# Javi Chou
Javi Chou, all'anagrafe Javier Chou (Murcia, 1981), è un attore, comico e modello spagnolo, noto per aver interpretato il ruolo di Martín Enraje nella soap Una vita (Acacias 38).

## Biografia
Javi Chou è nato nel 1981 a Murcia (Spagna), e oltre ad essere un attore è anche un comico e si occupa anche di teatro.

## Carriera
Javi Chou dal 2002 al 2006 ha studiato interpretazione testuale presso l'ESAD, e al termine degli studi ha ottenuto la laurea. Nel 2003 e nel 2004 ha seguito un corso di interpretazione davanti alla telecamera con Jorge Izquierdo a Murcia. Successivamente ha seguito vari corsi come uno di clown con Pablo Gomis (2012), uno di casting Tonucha Vidal, Eva Leire, Yolanda Serrano, Elena Arnao, Juana Martínez, Rosa Estévez e Carmen Utrilla (2013-2017, 2019) improvvisazione con Carles Castillo recitazione davanti alla telecamera con Alfonso Albacete (2019).
Nel 2003 ha fatto la sua prima apparizione come attore nel film El sueño de Paco. Nel 2015 ha ricoperto il ruolo di Joserra nel film Otto cognomi catalani (Ocho apellidos catalanes) diretto da Emilio Martínez Lázaro. L'anno successivo, nel 2016, ha interpretato il ruolo di Carlos nel cortometraggio Carmín diretto da Silvia Conesa. Nel 2016 e nel 2017 è stato scelto da TVE per interpretare il ruolo di Martín Enraje nella soap opera in onda su La 1 Una vita (Acacias 38) e dove ha recitato insieme ad attori come Marita Zafra, Sandra Marchena, Mariano Llorente, Carlos Serrano-Clark, Alba Brunet, David Venancio Muro e Rubén de Eguia. In quest'ultima soap è tornato nel 2020 nelle vesti del personaggio Martínez, un venditore di noccioline. Nel 2017 ha recitato nella serie El Americanacho. Nel 2019 e nel 2020 è entrato a far parte del cast della serie Il molo rosso (El embarcadero), nel ruolo di Fermín e dove ha recitato insieme all'attore Álvaro Morte.

## Filmografia

### Cinema
- El sueño de Paco (2003)
- Otto cognomi catalani (Ocho apellidos catalanes), regia di Emilio Martínez Lázaro (2015)

### Televisione
- Una vita (Acacias 38) – soap opera, 490 episodi (2016-2018, 2020)
- El Americanacho – serie TV (2017)
- Il molo rosso (El embarcadero) – serie TV (2019-2020)

### Cortometraggi
- Carmín, regia di Silvia Conesa (2016)

## Teatro
- Orquesta de Señoritas (2008)
- Pigmalión (2009-2010)
- Cruzando las Galaxias (2009-2010)
- Torito Bravo (2010)
- La Nuca Teatro (2010)
- Las Veladas del Emperador (2010)
- Casa con dos puertas mala es de guardar di Pedro Calderón de la Barca (2011)
- Mirada Country (2013)
- El No di Virgilio Piñera (2013-2014)
- Sueño de una noche de Verano (2015)
- Chouspeare di William Shakespeare (2016)
- Infiltrados en la comedia (2017)
- Murcianos (2018)
- Murcia Attacks! (2019)

## Doppiatori italiani
Nelle versioni in italiano dei suoi film e delle sue serie TV, Javi Chou è stato doppiato da:
- Francesco Mei[16] in Una vita[17]